# Skiri
Skiri ili Skirijci (latinski: Scirii) je naziv za stari narod koji je živio na području Istočne Europe između stoljeća pr. Kr. i 5. stoljeća.
Podaci od Skirima su prilično oskudni. Prvi put se spominju u 3. stoljeću pr. Kr. kada su zajedno s Galaćanima i (vjerojatno) indoiranskim narodom Saii Saii pokušali zauzeti grad Olbija na crnomorskoj obali. Vjeruje se da im je pradomovina biola današnja Poljska. Oko 200. pr. Kr. su počeli migrirati na jug zajedno s Bastarnima. S vremenom su došli u doticaj s Rimljanima, čiji ih autori opisuju kao narod nastanjen istočno od Bastarna, na obali Crnog Mora.
Većina povjesničara smatra da su pripadali germanskim narodima.
Otada se relativno rijetko spominju, sve do 4. stoljeća kada ih rimski autori navode kao stanovnike Karpata. Tamo ih je napao Atila i prisilio da postanu njegovi saveznici. Nakon Atiline smrti Skiri su se pridružili Gotima, a dio rimskoj vojsci. Odoakar, germanski vođa koji je srušio Zapadno Rimsko Carstvo 476. godine, bio je polu- Skir.